# 187. rezervní divize (Wehrmacht)
187. rezervní divize (německy 187. Reserve-Division) byla pěší divize německé armády (Wehrmacht) za druhé světové války.

## Historie
Divize byla založena 1. října 1942 v Linci. Vzhledem k narůstajícím bojům v Chorvatsku a Srbsku byla poslána do Chorvatska. Mimo ochranu institucí bylo úkolem divize také výcvik chorvatských vojáků. 4. prosince 1943 byla ze 187. rezervní divize vytvořena 42. myslivecká divize.